# 罗布羊
罗布羊，产于中华人民共和国新疆维吾尔族自治区巴音郭楞蒙古自治州尉犁县的一个肉脂兼用型绵羊品种，是当地绵羊中的主体优势畜种。2009年，罗布羊被中国农业部列入《国家级畜禽遗传资源保护名录》，属于国家级畜禽遗传资源保护品种。2015年，“尉犁罗布羊肉”经中国农业部批准，获得国家农产品地理标志认证。
罗布羊对恶劣自然条件适应能力强，适宜平原区的荒漠、半荒漠草场，实际饲养以大群放牧为主，多以300至500只为一群，全年放牧地均位于塔里木河及孔雀河流域的草场。原产地自尉犁县塔里木河大坝沿塔河下行至若羌县境内，包括尉犁县的塔里木乡、墩阔坦乡、兴平乡、古勒巴格乡，以及若羌县的吾塔木乡。

## 品种形成
据尉犁县境内塔里木河流域的本地老人称，罗布羊是封建时期塔里木河流域一些牧主（巴依）所饲养的羊群。
据新疆生产建设兵团塔里木畜牧科技重点实验室利用7个微卫星位点及线粒体DNA D-loop环序列分析，初步认为罗布羊是由中东经蒙古高原到达新疆，后来与新疆南部地方羊种混杂而形成的品种。

## 体形外貌
罗布羊体型紧凑，体质结实，头颈躯干及四肢结构匀称。成年罗布羊体高在70cm以上，体重在50kg左右。羊头比较小，鼻梁为拱起状，两眼突出，耳朵大且下垂。公羊一般有螺旋形的大角；母羊一般无角，个别有小角。头部毛多，除鼻梁外面部有比较长的盖毛，额部的鬓毛也比较长。颈部粗短，无肉垂。躯干和四肢均比较粗短，躯干略呈圆筒形，羊蹄较小。羊尾一般为坎土曼形状，尾尖向上弯曲。

## 繁殖性能
罗布羊一般12到18个月性成熟，6月至8月发情，发情期为17天，可自然交配，也可人工授精，怀孕期为150天。羊羔的成活率可达90%。

## 人类利用

### 羊肉
罗布羊肉的肉质精、脂肪少、膻味小，肉鲜嫩。利用罗布羊制作的羊肉串和烤全羊曾在美食纪录片《人生一串》第一集中介绍。

### 羊毛
罗布羊毛属于异质半粗毛，这种毛型主要由绒毛、两型毛和少量发毛组成。成年公羊的年产毛量为1.2千克左右，母羊为0.98千克左右。其羊毛可用于加工地毯。

## 商品开发
尉犁罗布羊自2009年获得“国家农产品地理标志认证”，地理标志的发放和管理由社会团体尉犁县金秋胡杨旅游协会负责。为加大该品种的产业发展，尉犁县畜牧兽医部门采取了为母羊人工授精，给养殖户发放种公羊等措施。
据媒体报道，尉犁县有利用电子商务销售罗布羊肉和制品的现象。